# Rudolf Perthen
Rudolf Perthen (* 30. April 1884 in Bodenbach, Österreich-Ungarn; † 23. August 1941 in Bad Gastein) war ein österreichischer Architekt.

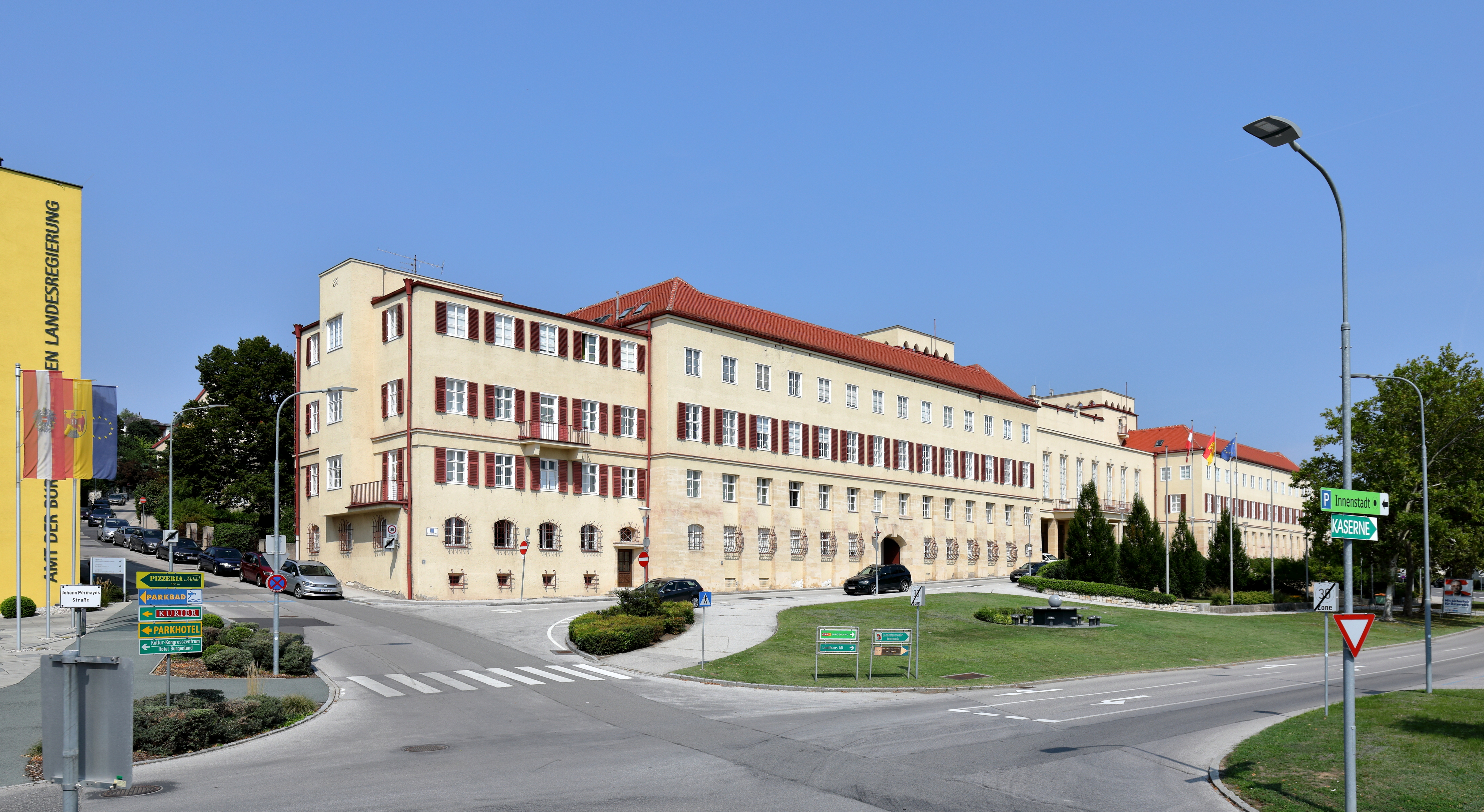
Landhaus Eisenstadt

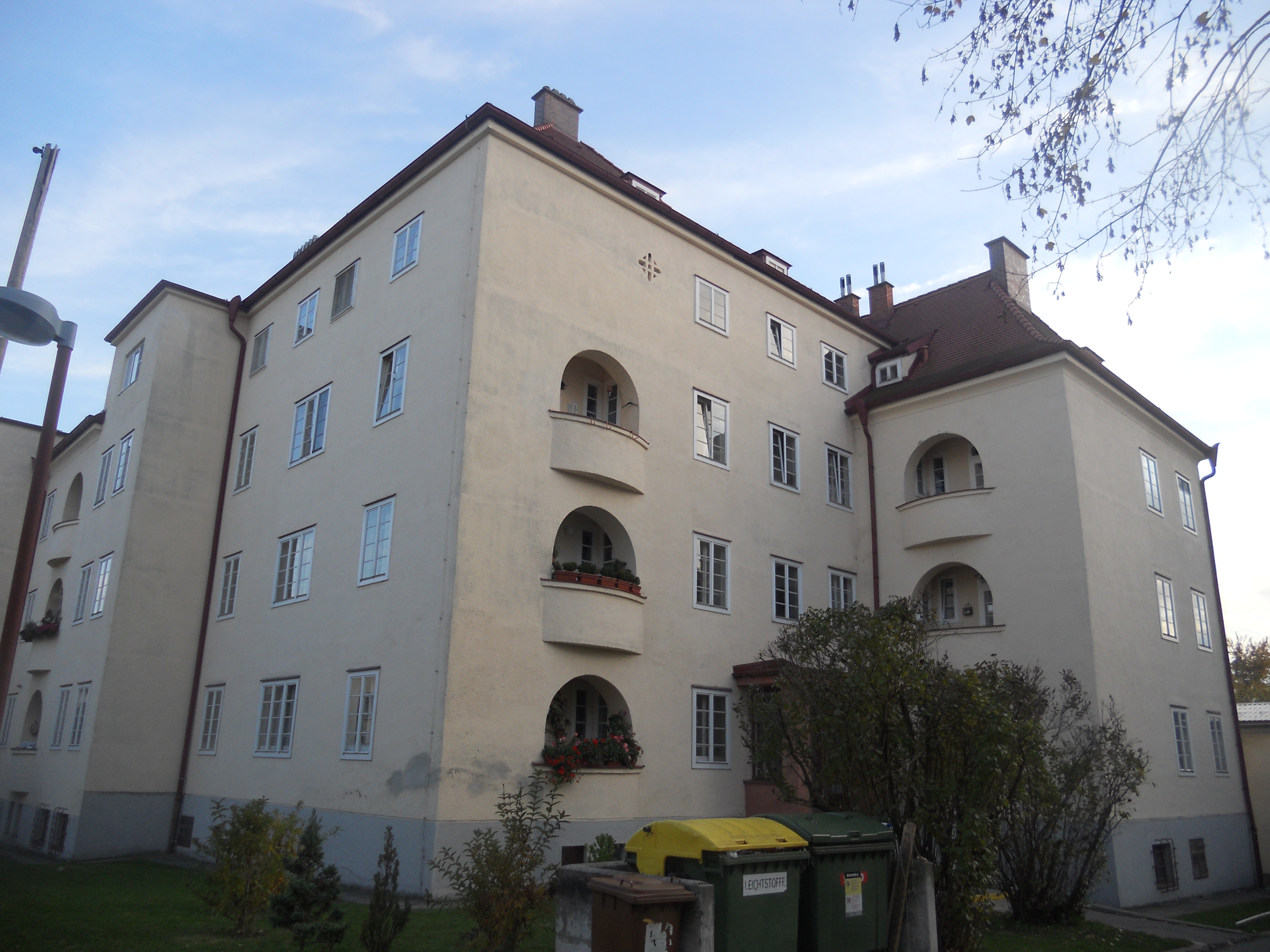
Beamtensiedlung Eisenstadt

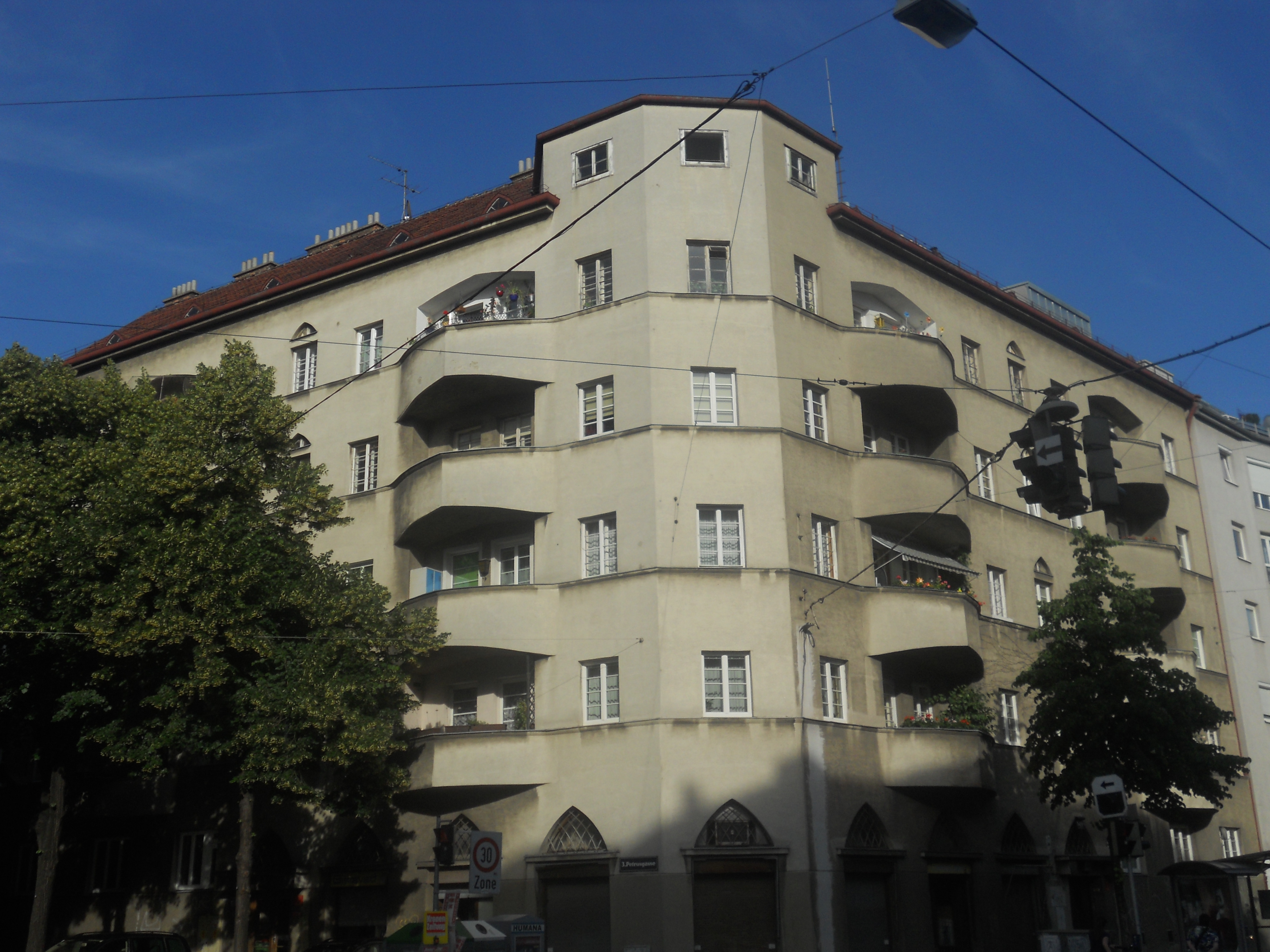
Marianne-Hainisch-Hof, Wien 3

## Leben
Rudolf Perthen, Sohn des Baumeisters Karl Perthen, absolvierte die höhere Gewerbeschule in Reichenberg und studierte anschließend Architektur an der Akademie der bildenden Künste in Wien bei Otto Wagner. Ab 1910 arbeitete er im Atelier des Architekten Leopold Bauer, 1914 bis 1919 war er Assistent an der Wiener Kunstakademie. Ab 1919 war Perthen selbständig tätig.
Er war Vertreter der sachlich-funktionalen Moderne. Sein Hauptwerk umfasst das Landhaus Eisenstadt und zahlreiche Wohnbauten in Eisenstadt und Wien der Zwischenkriegszeit. Er war aktives Mitglied des Zentralverbandes österreichischer Architekten und langjähriges Direktoriumsmitglied und Mitglied der Wiener Secession.
Perthen starb 1941 bei einer Bergtour auf dem Gamskar bei Bad Gastein; das Grab befindet sich am Pötzleinsdorfer Friedhof. In Eisenstadt ist die Rudolf-Perthen-Gasse nach ihm benannt.

## Werke (Auswahl)
- 1926–29 Landhaus Eisenstadt
- 1926–31 Beamtensiedlung Eisenstadt, Ignaz-Till-Straße (mit Alexius Wolf)
- 1927 Marianne-Hainisch-Hof, Wien-Landstraße
- 1931 Burgenländische Gebietskrankenkasse, Eisenstadt
- einige Villen und Wohnhäuser in Wien
- Städtisches Amtshaus, Stadtbücherei und Sparkasse in Bodenbach/Böhmen (Podmokly)
- Bezirkskrankenhaus Aussig/Böhmen (Usti nad Labem)

## Auszeichnungen
- 1930 goldenes Ehrenzeichen der Republik Österreich
- 1930 Ritterkreuz I. Klasse des österreichischen Verdienstordens
- 1936 Ritterkreuz des italienischen Kronenordens